# Erlpeterbrunnen

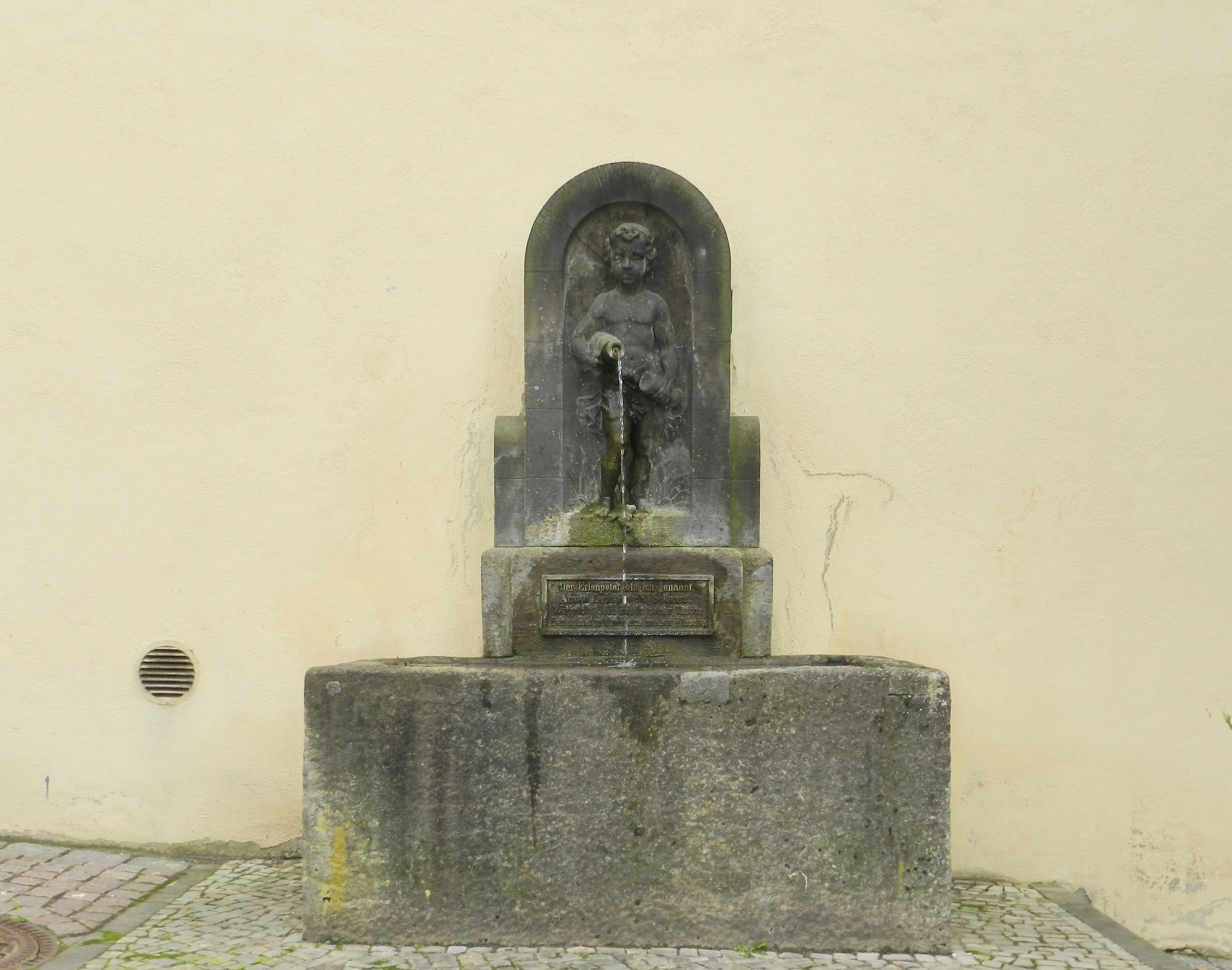
Der Erlpeterbrunnen

Der Erlpeterbrunnen ist die Bezeichnung eines alten städtischen Brunnens im sächsischen Pirna, der an seiner heutigen gefassten Austrittsstelle durch eine männliche Kleinplastik (Erlpeter) und einem Sandsteinbecken in Erscheinung tritt. Er befindet sich an der Ostwand der im 16. Jahrhundert durch Umbau entstandenen Knabenschule, das Gebäude Obere Burgstraße 14.

## Geschichte
Der ehemals vor dem Obertor am Fuße des Schlossberges von Schloss Sonnenstein gelegene Brunnen wird bereits 1384 urkundlich genannt. In einer Verleihungsurkunde von Kurfürst Ernst und Herzog Albrecht wird die Quelle 1468 als „Erllinpeter an der stadt mawer gelegen“ erwähnt. Der Name leitet sich von einer Erle ab, die ehemals an dem Brunnen stand.
Die Quelle des Brunnens entspringt den Sandsteinfelsen am Fuß des Sonnensteins. Bereits Anfang des 16. Jahrhunderts scheint ein Vorläufer der heutigen Brunnenfigur in einer gemauerten Grotte bestanden zu haben. 1541 befand sich neben dem Brunnen eine Steintafel mit der Inschrift: „Deut. III. Hüte Dich und vergiß Deines Gottes nicht, der Dir Wasser aus dem harten Felsen gibt. George Dinckel ad DMJ 1541.“
1549 versiegte der Brunnen aufgrund wirtschaftlicher Ausbeutung und musste aufwendig wiederhergestellt werden. Die alte Petermannsche Stadtchronik berichtet, dass die Quelle des Brunnens dabei durch einen Stollen gefasst wurde. Das Wasser der Quelle wurde ab 1550 dem Schlachthof, dem allgemeinen Rohrnetz sowie dem Gebäude Am Markt 12 zugeleitet. In letzterem Gebäude blieben noch hölzerne Rohrleitungen dieser alten Wasserversorgung erhalten. Die ursprüngliche Brunnenfigur stellte einen Knaben dar, der eine Flasche hält, aus welcher sich das Brunnenwasser ergießt. Diese Figur wurde während der Besetzung Pirnas im Dreißigjährigen Krieg durch schwedische Truppen unter Feldmarschall Johan Banér zerstört. Es erfolgte kein Ersatz. Stattdessen wurde der Brunnen 1687 mit einem Behältnis umschlossen und mit einem steinernen Gewölbe umgeben.
1908 stiftete der Pirnaer Verschönerungsverein eine Nachbildung der alten Brunnenfigur nach historischen Aufzeichnungen. Diese wurde vom Copitzer Bildhauer Heinrich Schneider (1861–1916) gefertigt. 2008 erfolgte eine Restaurierung. Am Sockel der Figur ist die Inschrift „Der Erlenpeter bin ich genannt, Armen Leuten wohl bekannt. Wer nicht Geld hat in seiner Tasche Der trinkt mit mir aus meiner Flasche“ angebracht.

## Hydrogeologie
Der Erlpeterbrunnen gehört zu den drei bemerkenswerten, natürlich austretenden Quellen in Pirna und der nahen Umgebung. Die Wasserführung in den Grundwasserleitern (hier Elbsandstein) und die Grundwasserfließrichtung ist an das Einfallen der Gesteinsschichten gebunden. An den rechtsseitigen Talflanken der Gottleuba gibt es einen Saum mit Austrittsstellen des Grundwassers, die in einer Linie mit dem ursprünglichen Quellort des Erlpeterbrunnens liegen. Wechsellagernde Grundwassernichtleiter/Geringleiter, wie hier der Pläner, bewirken Quellhorizonte in mehreren Ebenen. Im Gebiet des Kernstadtbereiches von Pirna gibt es vier Grundwasserstockwerke. Der Erlpeterbrunnen gehört zum obersten, dem 1. Grundwasserstockwerk. Das Wasser solcher Austrittsstellen entstammt überwiegend aus Kluftgrundwasserleitern des Pirnaer Oberquader, dem kreidezeitlichen Sandstein des Mittel- bis Oberturon.

## Sage
Die Sage berichtet von einem Viehhirten, der seinen Ausschlag kurierte, indem der vom Brunnenwasser trank und sich darin wusch.